# Cazaquistão do Norte

Localização da Região Norte do Cazaquistão

O Cazaquistão do Norte (Солтүстік Қазақстан, em cazaque; Северо-Казахстанская, em russo), também conhecida como Soltustik Qazaqstan, é uma região do Cazaquistão. Sua capital é Petropavl. A população estimada da região é de 586 000 habitantes.